# Lidköpings kanotförening
Lidköpings kanotförening, LKF, är en svensk kanotförening som bildades 29 januari 1932. Kanothuset, som finns intill Lidan, har stått där sedan 1934. Föreningen har haft flera framgångsrika kanotister både nationellt och internationellt.

## Meriter
| Tävling            | Guld | Silver | Brons |
| SM i Nyköping 2012 | 5    | 15     | 7     |